# Eptatretus polytrema
Eptatretus polytrema, mixino chileno o anguila babosa, es un mixino demersal y no migratorio del género Eptatretus. Se encuentra en fondos fangosos y rocosos de la zona suroriental del océano Pacífico cerca de la costa de Chile, entre Coquimbo y Puerto Montt, a profundidades entre 10 y 350 m. Este mixino puede alcanzar una longitud de 93 cm. Solo se conoce de unos pocos especímenes y no se ha registrado desde 1988.